# Szwajcaria na Zimowych Igrzyskach Olimpijskich 2022
Szwajcarię na Zimowych Igrzyskach Olimpijskich 2022 reprezentowało 167 zawodników: 92 mężczyzn i 95 kobiet. Był to dwudziesty czarty start reprezentacji Szwajcarii na zimowych igrzyskach olimpijskich.

## Statystyki według dyscyplin
| Lp.     | Dyscyplina            | Mężczyźni | Kobiety | Łącznie |
| ------- | --------------------- | --------- | ------- | ------- |
| 1.      | Biathlon              | 4         | 4       | 8       |
| 2.      | Biegi narciarskie     | 8         | 6       | 14      |
| 3.      | Bobsleje              | 8         | 4       | 12      |
| 4.      | Curling               | 6         | 6       | 12      |
| 5.      | Hokej na lodzie       | 25        | 23      | 48      |
| 6.      | Łyżwiarstwo figurowe  | 1         | 1       | 2       |
| 7.      | Łyżwiarstwo szybkie   | 1         | 1       | 2       |
| 8.      | Narciarstwo alpejskie | 11        | 11      | 22      |
| 9.      | Narciarstwo dowolne   | 14        | 8       | 22      |
| 10.     | Saneczkarstwo         | 0         | 1       | 1       |
| 11.     | Skeleton              | 1         | 0       | 1       |
| 12.     | Skoki narciarskie     | 4         | 0       | 4       |
| 13.     | Snowboarding          | 9         | 10      | 19      |
| Łącznie | Łącznie               | 92        | 75      | 167     |

## Zdobyte medale
| Medal  | Zawodnik         | Dyscyplina            | Konkurencja            | Data      |
| ------ | ---------------- | --------------------- | ---------------------- | --------- |
| Złoto  | Beat Feuz        | Narciarstwo alpejskie | zjazd mężczyzn         | 7 lutego  |
| Złoto  | Lara Gut-Behrami | Narciarstwo alpejskie | supergigant kobiet     | 11 lutego |
| Złoto  | Marco Odermatt   | Narciarstwo alpejskie | slalom gigant mężczyzn | 13 lutego |
| Złoto  | Corinne Suter    | Narciarstwo alpejskie | zjazd kobiet           | 15 lutego |
| Złoto  | Mathilde Gremaud | Narciarstwo dowolne   | slopestyle kobiet      | 15 lutego |
| Złoto  | Michelle Gisin   | Narciarstwo alpejskie | superkombinacja kobiet | 17 lutego |
| Złoto  | Ryan Regez       | Narciarstwo dowolne   | skicross mężczyzn      | 18 lutego |
| Srebro | Wendy Holdener   | Narciarstwo alpejskie | superkombinacja kobiet | 17 lutego |
| Srebro | Alex Fiva        | Narciarstwo dowolne   | skicross mężczyzn      | 18 lutego |
| Brąz   | Lara Gut-Behrami | Narciarstwo alpejskie | slalom gigant kobiet   | 7 lutego  |
| Brąz   | Mathilde Gremaud | Narciarstwo dowolne   | big air kobiet         | 8 lutego  |
| Brąz   | Wendy Holdener   | Narciarstwo alpejskie | slalom kobiet          | 9 lutego  |
| Brąz   | Michelle Gisin   | Narciarstwo alpejskie | supergigant kobiet     | 11 lutego |
| Brąz   | Fanny Smith      | Narciarstwo dowolne   | skicross kobiet        | 17 lutego |

## Skład kadry

### Biathlon
| Zawodnik                                                          | Konkurencja             | Czas      | Kary        | Pozycja | Źródło |
| ----------------------------------------------------------------- | ----------------------- | --------- | ----------- | ------- | ------ |
| Sebastian Stalder                                                 | Sprint mężczyzn         | 25:48,3   | 0           | 27.     | [ 1 ]  |
| Niklas Hartweg                                                    | Sprint mężczyzn         | 26:05,7   | 2 (1+1)     | 37.     | [ 1 ]  |
| Joscha Burkhalter                                                 | Sprint mężczyzn         | 26:28,3   | 2 (1+1)     | 45.     | [ 1 ]  |
| Benjamin Weger                                                    | Sprint mężczyzn         | 26:39,6   | 1 (0+1)     | 53.     | [ 1 ]  |
| Sebastian Stalder                                                 | Bieg pościgowy mężczyzn | 44:10,7   | 4 (1+0+2+1) | 36.     | [ 2 ]  |
| Niklas Hartweg                                                    | Bieg pościgowy mężczyzn | 44:34,7   | 5 (1+3+0+1) | 38.     | [ 2 ]  |
| Joscha Burkhalter                                                 | Bieg pościgowy mężczyzn | LAP       | (1+4+4)     |         | [ 2 ]  |
| Benjamin Weger                                                    | Bieg pościgowy mężczyzn | DNS       | DNS         | DNS     | [ 2 ]  |
| Benjamin Weger                                                    | Bieg indywidualny       | 52:06,9   | 2 (0+0+1+1) | 19.     | [ 3 ]  |
| Joscha Burkhalter                                                 | Bieg indywidualny       | 52:12,4   | 2 (0+2+0+0) | 22.     | [ 3 ]  |
| Sebastian Stalder                                                 | Bieg indywidualny       | 55:12,6   | 3 (0+1+1+1) | 53.     | [ 3 ]  |
| Niklas Hartweg                                                    | Bieg indywidualny       | 55:19,7   | 4 (0+2+0+2) | 56.     | [ 3 ]  |
| Sebastian Stalder Benjamin Weger Niklas Hartweg Joscha Burkhalter | Sztafeta 4 × 7,5 km (m) | 1:24:12,3 | 1           | 12.     | [ 4 ]  |
| Lena Häcki                                                        | Sprint kobiet           | 22:30,3   | 2 (1+1)     | 23.     | [ 5 ]  |
| Amy Baserga                                                       | Sprint kobiet           | 23:24,2   | 2 (2+0)     | 54.     | [ 5 ]  |
| Lena Häcki                                                        | bieg pościgowy kobiet   | 38:27,5   | 4 (2+0+1+1) | 24.     | [ 6 ]  |
| Amy Baserga                                                       | bieg pościgowy kobiet   | 40:18,0   | 3 (1+0+1+1) | 39.     | [ 6 ]  |
| Lena Häcki                                                        | Bieg indywidualny       | 48:03,3   | 4 (0+2+1+1) | 24.     | [ 7 ]  |
| Selina Gasparin                                                   | Bieg indywidualny       | 51:43,8   | 7 (1+2+2+2) | 62.     | [ 7 ]  |
| Amy Baserga                                                       | Bieg indywidualny       | 52:25,1   | 5 (2+2+1+0) | 69.     | [ 7 ]  |
| Lena Häcki                                                        | bieg masowy kobiet      | 43:14,2   | 9 (0+3+3+3) | 16.     | [ 8 ]  |
| Irene Cadurisch Lena Häcki Selina Gasparin Amy Baserga            | Sztafeta 4 × 6 km       | DNF       | DNF         | DNF     | [ 9 ]  |
| Amy Baserga Lena Häcki Benjamin Wegerr Sebastian Stalder          | sztafeta mieszana       | 1:09:06,0 | 4           | 8.      | [ 10 ] |

### Biegi narciarskie
Mężczyźni
| Zawodnik                                                 | Konkurencja        | Eliminacje | Eliminacje | Ćwierćfinał | Ćwierćfinał | Półfinał | Półfinał | Finał     | Finał   | Źródło        |
| Zawodnik                                                 | Konkurencja        | czas       | Pozycja    | czas        | Pozycja     | czas     | Pozycja  | czas      | Pozycja | Źródło        |
| -------------------------------------------------------- | ------------------ | ---------- | ---------- | ----------- | ----------- | -------- | -------- | --------- | ------- | ------------- |
| Jonas Baumann                                            | Bieg na 15 km      | N/A        | N/A        | N/A         | N/A         | N/A      | N/A      | 40:09,7   | 16.     | [ 11 ]        |
| Dario Cologna                                            | Bieg na 15 km      | N/A        | N/A        | N/A         | N/A         | N/A      | N/A      | 41:39,9   | 44.     | [ 11 ]        |
| Jason Rüesch                                             | Bieg na 15 km      | N/A        | N/A        | N/A         | N/A         | N/A      | N/A      | 42:29,8   | 53.     | [ 11 ]        |
| Jonas Baumann                                            | Bieg na 30 km      | N/A        | N/A        | N/A         | N/A         | N/A      | N/A      | 1:20:32,5 | 15.     | [ 12 ]        |
| Candide Pralong                                          | Bieg na 30 km      | N/A        | N/A        | N/A         | N/A         | N/A      | N/A      | 1:21:13,6 | 22.     | [ 12 ]        |
| Jason Rüesch                                             | Bieg na 30 km      | N/A        | N/A        | N/A         | N/A         | N/A      | N/A      | 1:22:41,3 | 27.     | [ 12 ]        |
| Roman Furger                                             | Bieg na 50 km      | N/A        | N/A        | N/A         | N/A         | N/A      | N/A      | 1:13:24,8 | 11.     | [ 13 ]        |
| Dario Cologna                                            | Bieg na 50 km      | N/A        | N/A        | N/A         | N/A         | N/A      | N/A      | 1:13:31,1 | 14.     | [ 13 ]        |
| Jason Rüesch                                             | Bieg na 50 km      | N/A        | N/A        | N/A         | N/A         | N/A      | N/A      | 1:14:48,4 | 17.     | [ 13 ]        |
| Candide Pralong                                          | Bieg na 50 km      | N/A        | N/A        | N/A         | N/A         | N/A      | N/A      | 1:14:50,5 | 22.     | [ 13 ]        |
| Jovian Hediger                                           | Sprint             | 2:52,47    | 20.        | 2:58,87     | 5.          | NQ       | NQ       | NQ        | 22.     | [ 14 ] [ 15 ] |
| Valerio Grond                                            | Sprint             | 2:53,17    | 24.        | 2:54,2      | 4.          | NQ       | NQ       | NQ        | 18.     | [ 14 ] [ 15 ] |
| Roman Schaad                                             | Sprint             | 2:54,57    | 31.        | NQ          | NQ          | NQ       | NQ       | NQ        | 31.     | [ 14 ] [ 15 ] |
| Jonas Baumann Jovian Hediger                             | Sprint drużynowy   | N/A        | N/A        | N/A         | N/A         | 20:07,67 | 3.       | 20:04,35  | 8.      | [ 16 ] [ 17 ] |
| Dario Cologna Jonas Baumann Candide Pralong Roman Furger | Sztafeta 4 × 10 km | N/A        | N/A        | N/A         | N/A         | N/A      | N/A      | 2:00:13,3 | 7.      | [ 18 ]        |

Kobiety
| Zawodnik                                                        | Konkurencja       | Eliminacje | Eliminacje | Ćwierćfinał | Ćwierćfinał | Półfinał | Półfinał | Finał     | Finał   | Źródło        |
| Zawodnik                                                        | Konkurencja       | czas       | Pozycja    | czas        | Pozycja     | czas     | Pozycja  | czas      | Pozycja | Źródło        |
| --------------------------------------------------------------- | ----------------- | ---------- | ---------- | ----------- | ----------- | -------- | -------- | --------- | ------- | ------------- |
| Nadine Fähndrich                                                | Bieg na 10 km     | N/A        | N/A        | N/A         | N/A         | N/A      | N/A      | 30:23,8   | 22.     | [ 19 ]        |
| Nadja Kälin                                                     | Bieg na 10 km     | N/A        | N/A        | N/A         | N/A         | N/A      | N/A      | 31:29,7   | 43.     | [ 19 ]        |
| Anja Weber                                                      | Bieg na 10 km     | N/A        | N/A        | N/A         | N/A         | N/A      | N/A      | 32:13,4   | 55.     | [ 19 ]        |
| Nadja Kälin                                                     | Bieg na 15 km     | N/A        | N/A        | N/A         | N/A         | N/A      | N/A      | 47:59,8   | 21.     | [ 20 ]        |
| Novie McCabe                                                    | Bieg na 15 km     | N/A        | N/A        | N/A         | N/A         | N/A      | N/A      | 48:59,0   | 32.     | [ 20 ]        |
| Novie McCabe                                                    | Bieg na 30 km     | N/A        | N/A        | N/A         | N/A         | N/A      | N/A      | 1:32:12,3 | 27.     | [ 21 ]        |
| Nadine Fähndrich                                                | Sprint            | 3:15,65    | 3.         | 3:16,51     | 1.          | 3:12,61  | 2.       | 3:16,89   | 5.      | [ 22 ] [ 23 ] |
| Alina Meier                                                     | Sprint            | 3:20,88    | 17.        | 3:21,12     | 3.          | NQ       | NQ       | NQ        | 13.     | [ 22 ] [ 23 ] |
| Laurien van der Graaff                                          | Sprint            | 3:23,03    | 27.        | 3:24,32     | 5.          | NQ       | NQ       | NQ        | 24.     | [ 22 ] [ 23 ] |
| Anja Weber                                                      | Sprint            | 3:31,60    | 49.        | NQ          | NQ          | NQ       | NQ       | NQ        | 49.     | [ 22 ] [ 23 ] |
| Laurien van der Graaff Nadine Fähndrich                         | Sprint drużynowy  | N/A        | N/A        | N/A         | N/A         | 23:30,86 | 4.       | 23:02,09  | 7.      | [ 24 ] [ 25 ] |
| Laurien van der Graaff Nadine Fähndrich Nadja Kälin Alina Meier | Sztafeta 4 × 5 km | N/A        | N/A        | N/A         | N/A         | N/A      | N/A      | 56:41,5   | 7.      | [ 26 ]        |

### Bobsleje
| Zawodnicy                                               | Konkurencja     | Ślizg 1 | Ślizg 1 | Ślizg 2 | Ślizg 2 | Ślizg 3 | Ślizg 3 | Ślizg 4 | Ślizg 4 | Łącznie | Pozycja | Źródło |
| Zawodnicy                                               | Konkurencja     | Czas    | Miejsce | Czas    | Miejsce | Czas    | Miejsce | Czas    | Miejsce | Łącznie | Pozycja | Źródło |
| ------------------------------------------------------- | --------------- | ------- | ------- | ------- | ------- | ------- | ------- | ------- | ------- | ------- | ------- | ------ |
| Michael Vogt Sandro Michel                              | Dwójki mężczyzn | 59,57   | 7.      | 59,90   | 3.      | 59,59   | 5.      | 59,77   | 4.      | 3:58,83 | 4.      | [ 27 ] |
| Simon Friedli Andreas Haas                              | Dwójki mężczyzn | 59,97   | 17.     | 1:00,37 | 20.     | 1:00,47 | 23.     | 1:00,34 | 17.     | 4:01,15 | 18.     | [ 27 ] |
| Michael Vogt Luca Rolli Cyril Bieri Sandro Michel       | Czwórki         | 59,23   | 13.     | 59,22   | 7.      | 59,18   | 12.     | 59,44   | 9.      | 3:57,07 | 11.     | [ 28 ] |
| Simon Friedli Adrian Fassler Fabio Badraun Andreas Haas | Czwórki         | 59,71   | 23.     | 1:00,01 | 23.     | 59,57   | 20.     | NQ      | NQ      | 2:59,29 | 24.     | [ 28 ] |
| Melanie Hasler Nadja Pasternack                         | Dwójki kobiet   | 1:01,65 | 7.      | 1:01,85 | 6.      | 1:01,77 | 7.      | 1:01,56 | 3.      | 4:06,83 | 6.      | [ 29 ] |
| Martina Fontanive Irina Strebel                         | Dwójki kobiet   | 1:02,48 | 20.     | 1:02,35 | 18.     | 1:02,35 | 19.     | 1:02,41 | 17.     | 4:09,59 | 20.     | [ 29 ] |
| Melanie Hasler                                          | monobob kobiet  | 1:05,18 | 6.      | 1:05,86 | 11.     | 1:06,21 | 13.     | 1:05,56 | 6.      | 4:22,81 | 7.      | [ 30 ] |

### Curling
| Drużyna                                                                           | Konkurencja            | Faza grupowa          | Faza grupowa                      | Faza grupowa                      | Faza grupowa     | Faza grupowa     | Faza grupowa          | Faza grupowa            | Faza grupowa            | Faza grupowa     | Faza grupowa | Półfinały        | Finał/3. miejsce | Pozycja | Źródło |
| Drużyna                                                                           | Konkurencja            | Przeciwnik Wynik      | Przeciwnik Wynik                  | Przeciwnik Wynik                  | Przeciwnik Wynik | Przeciwnik Wynik | Przeciwnik Wynik      | Przeciwnik Wynik        | Przeciwnik Wynik        | Przeciwnik Wynik | Pozycja      | Przeciwnik Wynik | Przeciwnik Wynik | Pozycja | Źródło |
| --------------------------------------------------------------------------------- | ---------------------- | --------------------- | --------------------------------- | --------------------------------- | ---------------- | ---------------- | --------------------- | ----------------------- | ----------------------- | ---------------- | ------------ | ---------------- | ---------------- | ------- | ------ |
| Alina Pätz Silvana Tirinzoni Esther Neuenschwander Melanie Barbezat Carole Howald | Turniej kobiet         | Wielka Brytania · 6:5 | Chiny · 7:5                       | Rosyjski Komitet Olimpijski · 8:7 | Dania · 8:5      | Kanada · 8:4     | Szwecja · 5:6         | Stany Zjednoczone · 9:6 | Korea Południowa · 8:4  | Japonia · 8:4    | 1.           | Japonia · 6:8    | Szwecja · 7:9    | 4.      | [ 31 ] |
| Benoît Schwarz Sven Michel Peter de Cruz Valentin Tanner Pablo Lachat             | turniej mężczyzn       | Norwegia · 4:7        | Rosyjski Komitet Olimpijski · 6:3 | Kanada · 5:3                      | Dania · 8:6      | Włochy · 4:8     | Wielka Brytania · 5:6 | Stany Zjednoczone · 4:7 | Chiny · 5:6             | Szwecja · 10:8   | 7.           | NQ               | NQ               | 7.      | [ 32 ] |
| Jenny Perret Martin Rios                                                          | turniej par mieszanych | Chiny · 6:7           | Włochy · 7:8                      | Wielka Brytania · 8:7             | Kanada · 5:7     | Szwecja · 1:6    | Czechy · 11:3         | Australia · 6:9         | Stany Zjednoczone · 6:5 | Norwegia · 5:6   | 7.           | NQ               | NQ               | 7.      | [ 33 ] |

### Hokej na lodzie
Turniej mężczyzn
Reprezentacja mężczyzn
| - Sandro Aeschlimann - Reto Berra - Leonardo Genoni - Santeri Alatalo - Raphael Diaz - Michael Fora - Lukas Frick - Romain Loeffel - Mirco Müller - Ramon Untersander - Yannick Weber - Andres Ambühl - Sven Andrighetto |  | - Christoph Bertschy - Enzo Corvi - Gaëtan Haas - Fabrice Herzog - Gregory Hofmann - Denis Hollenstein - Denis Malgin - Simon Moser - Killian Mottet - Dario Simion - Calvin Thürkauf - Joel Vermin |

| Drużyna    | Konkurencja | Faza grupowa                    | Faza grupowa     | Faza grupowa     | Faza grupowa | Runda kwalifikacyjna | Ćwierćfinały     | Półfinały        | Finał            | Pozycja | Źródło        |
| Drużyna    | Konkurencja | Przeciwnik Wynik                | Przeciwnik Wynik | Przeciwnik Wynik | Pozycja      | Przeciwnik Wynik     | Przeciwnik Wynik | Przeciwnik Wynik | Przeciwnik Wynik | Pozycja | Źródło        |
| ---------- | ----------- | ------------------------------- | ---------------- | ---------------- | ------------ | -------------------- | ---------------- | ---------------- | ---------------- | ------- | ------------- |
| Szwajcaria | mężczyźni   | Rosyjski Komitet Olimpijski 0:1 | Czechy 1:2 (pk)  | Dania 3:5        | 4.           | Czechy 4:2           | Finlandia 1:5    | NQ               | NQ               | 8.      | [ 34 ] [ 35 ] |

Turniej kobiet
Reprezentacja kobiet
| - Andrea Brändli - Saskia Maurer - Caroline Spies - Nicole Bullo - Lara Christen - Sarah Forster - Sinja Leemann - Alina Marti - Shannon Sigrist - Nicole Vallario - Stefanie Wetli - Rahel Enzler |  | - Lena Marie Lutz - Keely Moy - Alina Müller - Kaleigh Quennec - Evelina Raselli - Lisa Rüedi - Dominique Rüegg - Noemi Ryhner - Phoebe Staenz - Lara Stalder - Laura Zimmermann |

| Drużyna    | Konkurencja | Faza grupowa     | Faza grupowa                    | Faza grupowa          | Faza grupowa     | Faza grupowa | Ćwierćfinały                    | Półfinały        | Finał            | Pozycja | Źródło        |
| Drużyna    | Konkurencja | Przeciwnik Wynik | Przeciwnik Wynik                | Przeciwnik Wynik      | Przeciwnik Wynik | Pozycja      | Przeciwnik Wynik                | Przeciwnik Wynik | Przeciwnik Wynik | Pozycja | Źródło        |
| ---------- | ----------- | ---------------- | ------------------------------- | --------------------- | ---------------- | ------------ | ------------------------------- | ---------------- | ---------------- | ------- | ------------- |
| Szwajcaria | kobiety     | Kanada 1:12      | Rosyjski Komitet Olimpijski 2:5 | Stany Zjednoczone 0:8 | Finlandia 3:2    | 4.           | Rosyjski Komitet Olimpijski 4:2 | Kanada 3:10      | Finlandia 0:4    | 4.      | [ 36 ] [ 37 ] |

### Łyżwiarstwo figurowe
| Zawodnik        | Konkurencja | Program krótki | Program krótki | Program dowolny | Program dowolny | Łączna nota | Pozycja | Źródło |
| Zawodnik        | Konkurencja | Nota           | Pozycja        | Nota            | Pozycja         | Łączna nota | Pozycja | Źródło |
| --------------- | ----------- | -------------- | -------------- | --------------- | --------------- | ----------- | ------- | ------ |
| Alexia Paganini | solistki    | 61,06          | 19.            | 107,85          | 22.             | 168,91      | 22.     | [ 38 ] |
| Lukas Britschgi | soliści     | 76,16          | 24.            | 36,42           | 23.             | 212,58      | 23.     | [ 39 ] |

### Łyżwiarstwo szybkie
| Zawodnik     | Konkurencja     | Czas    | Miejsce | Źródło |
| ------------ | --------------- | ------- | ------- | ------ |
| Livio Wenger | 5000 m mężczyzn | 6:27,01 | 18.     | [ 40 ] |

| Zawodnik     | Konkurencja          | Ćwierćfinał | Ćwierćfinał | Półfinał   | Półfinał | Finał      | Finał   | Pozycja | Źródło               |
| Zawodnik     | Konkurencja          | Przeciwnik  | Czas        | Przeciwnik | Czas     | Przeciwnik | Czas    | Pozycja | Źródło               |
| ------------ | -------------------- | ----------- | ----------- | ---------- | -------- | ---------- | ------- | ------- | -------------------- |
| Livio Wenger | bieg masowy mężczyzn | N/A         | N/A         | -          | 7:44,08  | -          | 7:47,86 | 7.      | [ 41 ] [ 42 ] [ 43 ] |
| Nadja Wenger | bieg masowy kobiet   | N/A         | N/A         | -          | 8:31,50  | NQ         | NQ      | NQ      | [ 44 ] [ 45 ] [ 46 ] |

### Narciarstwo alpejskie
| Zawodnik         | Konkurencja         | 1 przejazd | 1 przejazd | 2 przejazd | 2 przejazd | Łącznie | Łącznie | Źródło |
| Zawodnik         | Konkurencja         | Czas       | Pozycja    | Czas       | Pozycja    | Czas    | Pozycja | Źródło |
| ---------------- | ------------------- | ---------- | ---------- | ---------- | ---------- | ------- | ------- | ------ |
| Beat Feuz        | zjazd (m)           | N/A        | N/A        | N/A        | N/A        | 1:42,69 | złoto   | [ 47 ] |
| Marco Odermatt   | zjazd (m)           | N/A        | N/A        | N/A        | N/A        | 1:43,40 | 7.      | [ 47 ] |
| Niels Hintermann | zjazd (m)           | N/A        | N/A        | N/A        | N/A        | 1:44,08 | 16.     | [ 47 ] |
| Stefan Rogentin  | zjazd (m)           | N/A        | N/A        | N/A        | N/A        | 1:44,95 | 25.     | [ 47 ] |
| Stefan Rogentin  | supergigant (m)     | N/A        | N/A        | N/A        | N/A        | 1:21,57 | 14.     | [ 48 ] |
| Gino Caviezel    | supergigant (m)     | N/A        | N/A        | N/A        | N/A        | 1:21,76 | 16.     | [ 48 ] |
| Marco Odermatt   | supergigant (m)     | N/A        | N/A        | N/A        | N/A        | DNF     | DNF     | [ 48 ] |
| Beat Feuz        | supergigant (m)     | N/A        | N/A        | N/A        | N/A        | DNF     | DNF     | [ 48 ] |
| Marco Odermatt   | slalom gigant (m)   | 1:02,93    | 1.         | 1:06,42    | 2.         | 2:09,35 | złoto   | [ 49 ] |
| Gino Caviezel    | slalom gigant (m)   | 1:03,90    | 10.        | 1:07,30    | 6.         | 2:11,20 | 7.      | [ 49 ] |
| Justin Murisier  | slalom gigant (m)   | DNF        | DNF        | DNF        | DNF        | DNF     | DNF     | [ 49 ] |
| Loïc Meillard    | slalom gigant (m)   | DNF        | DNF        | DNF        | DNF        | DNF     | DNF     | [ 49 ] |
| Loïc Meillard    | slalom (m)          | 54,22      | 4.         | 50,67      | 10.        | 1:44,89 | 5.      | [ 50 ] |
| Daniel Yule      | slalom (m)          | 55,06      | 13.        | 49,89      | 2.         | 1:44,95 | 6.      | [ 50 ] |
| Ramon Zenhäusern | slalom (m)          | 54,72      | 11.        | 50,75      | 11.        | 1:45,47 | 12.     | [ 50 ] |
| Luca Aerni       | slalom (m)          | 55,63      | 19.        | 50,20      | 3.         | 1:45,83 | 14.     | [ 50 ] |
| Justin Murisier  | superkombinacja (m) | 1:44,14    | 6.         | 48,15      | 3.         | 2:32,29 | 4.      | [ 51 ] |
| Loïc Meillard    | superkombinacja (m) | 1:45,91    | 17.        | DNF        | DNF        | DNF     | DNF     | [ 51 ] |
| Luca Aerni       | superkombinacja (m) | 1:47,06    | 20.        | DNF        | DNF        | DNF     | DNF     | [ 51 ] |
| Yannick Chabloz  | superkombinacja (m) | DNF        | DNF        | DNF        | DNF        | DNF     | DNF     | [ 51 ] |
| Corinne Suter    | zjazd (k)           | N/A        | N/A        | N/A        | N/A        | 1:31,87 | złoto   | [ 52 ] |
| Joana Hählen     | zjazd (k)           | N/A        | N/A        | N/A        | N/A        | 1:33,16 | 6.      | [ 52 ] |
| Jasmine Flury    | zjazd (k)           | N/A        | N/A        | N/A        | N/A        | 1:34,00 | 15.     | [ 52 ] |
| Lara Gut-Behrami | zjazd (k)           | N/A        | N/A        | N/A        | N/A        | 1:34,03 | 16.     | [ 52 ] |
| Lara Gut-Behrami | supergigant (k)     | N/A        | N/A        | N/A        | N/A        | 1:13,51 | złoto   | [ 53 ] |
| Michelle Gisin   | supergigant (k)     | N/A        | N/A        | N/A        | N/A        | 1:13,81 | brąz    | [ 53 ] |
| Jasmine Flury    | supergigant (k)     | N/A        | N/A        | N/A        | N/A        | 1:14,43 | 12.     | [ 53 ] |
| Corinne Suter    | supergigant (k)     | N/A        | N/A        | N/A        | N/A        | 1:14,49 | 13.     | [ 53 ] |
| Lara Gut-Behrami | slalom gigant (k)   | 59,07      | 8.         | 57,34      | 1.         | 1:56,41 | brąz    | [ 54 ] |
| Wendy Holdener   | slalom gigant (k)   | 59,21      | 10.        | 58,11      | 7.         | 1:57,32 | 9.      | [ 54 ] |
| Michelle Gisin   | slalom gigant (k)   | 59,19      | 9.         | 58,36      | 9.         | 1:57,55 | 10.     | [ 54 ] |
| Camille Rast     | slalom gigant (k)   | 59,29      | 12.        | 59,14      | 20.        | 1:58,43 | 16.     | [ 54 ] |
| Wendy Holdener   | slalom (k)          | 52,65      | 5.         | 52,45      | 4.         | 1:45,10 | brąz    | [ 55 ] |
| Michelle Gisin   | slalom (k)          | 52,20      | 2.         | 53,38      | 18.        | 1:45,58 | 6.      | [ 55 ] |
| Camille Rast     | slalom (k)          | 53,35      | 9.         | 52,40      | 3.         | 1:45,75 | 7.      | [ 55 ] |
| Aline Danioth    | slalom (k)          | 53,66      | 13.        | 52,98      | 8.         | 1:46,64 | 10.     | [ 55 ] |
| Michelle Gisin   | superbombinacja (k) | 1:33,42    | 12.        | 52,25      | 1.         | 2:25,67 | złoto   | [ 56 ] |
| Wendy Holdener   | superbombinacja (k) | 1:33,41    | 11.        | 53,31      | 3.         | 2:26,72 | srebro  | [ 56 ] |
| Priska Nufer     | superbombinacja (k) | 1:33,15    | 10.        | DNF        | DNF        | DNF     | DNF     | [ 56 ] |

| Zawodnik                                                                                | Konkurencja | 1/8 finału       | Ćwierćfinał      | Półfinał         | Finał            | Źródło |
| Zawodnik                                                                                | Konkurencja | Przeciwnik Wynik | Przeciwnik Wynik | Przeciwnik Wynik | Przeciwnik Wynik | Źródło |
| --------------------------------------------------------------------------------------- | ----------- | ---------------- | ---------------- | ---------------- | ---------------- | ------ |
| Andrea Ellenberger Wendy Holdener Camille Rast Luca Aerni Gino Caviezel Justin Murisier | drużynowo   | Chiny · W (4:0)  | Niemcy · P (2:2) | NQ               | NQ               | [ 58 ] |

### Narciarstwo dowolne
Skoki akrobatyczne
| Zawodnicy     | Konkurencja                 | Kwalifikacje | Kwalifikacje | Kwalifikacje | Kwalifikacje | Finał  | Finał   | Finał  | Finał   | Finał  | Finał   | Pozycja | Źródło        |
| Zawodnicy     | Konkurencja                 | Skok 1       | Skok 1       | Skok 2       | Skok 2       | Skok 1 | Skok 1  | Skok 2 | Skok 2  | Skok 3 | Skok 3  | Pozycja | Źródło        |
| Zawodnicy     | Konkurencja                 | Punkty       | Miejsce      | Punkty       | Miejsce      | Punkty | Miejsce | Punkty | Miejsce | Punkty | Miejsce | Pozycja | Źródło        |
| ------------- | --------------------------- | ------------ | ------------ | ------------ | ------------ | ------ | ------- | ------ | ------- | ------ | ------- | ------- | ------------- |
| Noé Roth      | skoki akrobatyczne mężczyzn | 123,08       | 3.           | N/A          | N/A          | 122,13 | 6.      | 110,41 | 10.     | N/Q    | N/Q     | 10.     | [ 59 ] [ 60 ] |
| Pirmin Werner | skoki akrobatyczne mężczyzn | 112,22       | 14.          | 123,45       | 2.           | 126,24 | 1.      | 114,93 | 7.      | 111,50 | 4.      | 4.      | [ 59 ] [ 60 ] |
| Nicolas Gygax | skoki akrobatyczne mężczyzn | 101,77       | 20.          | 103,62       | 10.          | NQ     | NQ      | NQ     | NQ      | NQ     | NQ      | 24.     | [ 59 ] [ 60 ] |
| Alexandra Bär | skoki akrobatyczne kobiet   | 67,72        | 21.          | 56,26        | 15.          | NQ     | NQ      | NQ     | NQ      | NQ     | NQ      | 23.     | [ 61 ] [ 62 ] |
| Alexandra Bär | skoki akrobatyczne mieszane | N/A          | N/A          | N/A          | N/A          | 65,83  | 4.      | 57,01  | 4.      | N/A    | N/A     | 4.      | [ 63 ] [ 64 ] |
| Pirmin Werner | skoki akrobatyczne mieszane | N/A          | N/A          | N/A          | N/A          | 128,00 | 4.      | 109,00 | 4.      | N/A    | N/A     | 4.      | [ 63 ] [ 64 ] |
| Noé Roth      | skoki akrobatyczne mieszane | N/A          | N/A          | N/A          | N/A          | 106,79 | 4.      | 110,00 | 4.      | N/A    | N/A     | 4.      | [ 63 ] [ 64 ] |

Jazda po muldach
| Zawodnicy  | Konkurencja               | Kwalifikacje | Kwalifikacje | Kwalifikacje | Kwalifikacje | Kwalifikacje | Kwalifikacje | Finał      | Finał      | Finał      | Finał      | Finał      | Finał      | Finał      | Finał      | Finał      | Źródło        |
| Zawodnicy  | Konkurencja               | Przejazd 1   | Przejazd 1   | Przejazd 1   | Przejazd 2   | Przejazd 2   | Przejazd 2   | Przejazd 1 | Przejazd 1 | Przejazd 1 | Przejazd 2 | Przejazd 2 | Przejazd 2 | Przejazd 3 | Przejazd 3 | Przejazd 3 | Źródło        |
| Zawodnicy  | Konkurencja               | Czas         | Punkty       | Miejsce      | Czas         | Punkty       | Miejsce      | Czas       | Punkty     | Miejsce    | Czas       | Punkty     | Miejsce    | Czas       | Punkty     | Miejsce    | Źródło        |
| ---------- | ------------------------- | ------------ | ------------ | ------------ | ------------ | ------------ | ------------ | ---------- | ---------- | ---------- | ---------- | ---------- | ---------- | ---------- | ---------- | ---------- | ------------- |
| Marco Tadé | jazda po muldach mężczyzn | 25,03        | 74,48        | 15.          | 25,23        | 74,48        | 10.          | 24,48      | 74,71      | 18.        | NQ         | NQ         | NQ         | NQ         | NQ         | NQ         | [ 65 ] [ 66 ] |

Big Air
| Zawodnik         | Konkurencja | Kwalifikacje | Kwalifikacje | Kwalifikacje | Kwalifikacje | Kwalifikacje | Finał      | Finał      | Finał      | Finał  | Finał   | Źródło        |
| Zawodnik         | Konkurencja | Przejazd 1   | Przejazd 2   | Przejazd 2   | wynik        | Miejsce      | Przejazd 1 | Przejazd 2 | Przejazd 3 | wynik  | Pozycja | Źródło        |
| ---------------- | ----------- | ------------ | ------------ | ------------ | ------------ | ------------ | ---------- | ---------- | ---------- | ------ | ------- | ------------- |
| Andri Ragettli   | mężczyźni   | 89,75        | 78,00        | 20,75        | 167,75       | 14.          | NQ         | NQ         | NQ         | NQ     | NQ      | [ 67 ] [ 68 ] |
| Fabian Bösch     | mężczyźni   | 81,00        | 80,75        | 22,50        | 161,75       | 17.          | NQ         | NQ         | NQ         | NQ     | NQ      | [ 67 ] [ 68 ] |
| Kim Gubser       | mężczyźni   | 15,25        | 79,75        | 41,50        | 121,25       | 23.          | NQ         | NQ         | NQ         | NQ     | NQ      | [ 67 ] [ 68 ] |
| Colin Wili       | mężczyźni   | 77,50        | 18,75        | 20,75        | 98,25        | 25.          | NQ         | NQ         | NQ         | NQ     | NQ      | [ 67 ] [ 68 ] |
| Mathilde Gremaud | kobiety     | 88,25        | 71,00        | 33,75        | 159,25       | 6.           | 89,25      | 93,25      | 26,00      | 182,50 | brąz    | [ 69 ]        |
| Sarah Höfflin    | kobiety     | 85,50        | 42,75        | 64,00        | 149,50       | 9.           | 82,50      | 53,00      | 76,25      | 158,75 | 6.      | [ 69 ]        |

Slopestyle, Halfpipe
| Zawodnicy         | Konkurencja         | Kwalifikacje | Kwalifikacje | Kwalifikacje | Kwalifikacje | Finał   | Finał   | Finał   | Finał     | Finał   | Źródło        |
| Zawodnicy         | Konkurencja         | Ślizg 1      | Ślizg 2      | Najlepszy    | Miejsce      | Ślizg 1 | Ślizg 2 | Ślizg 3 | Najlepszy | Miejsce | Źródło        |
| ----------------- | ------------------- | ------------ | ------------ | ------------ | ------------ | ------- | ------- | ------- | --------- | ------- | ------------- |
| Andri Ragettli    | slopestyle mężczyzn | 76,98        | 85,08        | 85,08        | 1.           | 78,20   | 83,50   | 33,95   | 83,50     | 4.      | [ 70 ] [ 71 ] |
| Kim Gubser        | slopestyle mężczyzn | 76,71        | DNS          | 76,71        | 8.           | DNS     | DNS     | DNS     | DNS       | DNS     | [ 70 ] [ 71 ] |
| Fabian Bösch      | slopestyle mężczyzn | 53,83        | 74,53        | 74,53        | 10.          | 78,05   | 51,46   | 13,98   | 78,05     | 6.      | [ 70 ] [ 71 ] |
| Colin Wili        | slopestyle mężczyzn | 54,45        | 38,03        | 54,45        | 19.          | NQ      | NQ      | NQ      | NQ        | NQ      | [ 70 ] [ 71 ] |
| Mathilde Gremaud  | slopestyle kobiet   | 39,41        | 63,46        | 63,46        | 12.          | 1,10    | 86,56   | 49,96   | 86,56     | złoto   | [ 72 ] [ 73 ] |
| Sarah Höfflin     | slopestyle kobiet   | 35,38        | 48,96        | 48,96        | 20.          | NQ      | NQ      | NQ      | NQ        | NQ      | [ 72 ] [ 73 ] |
| Robin Briguet     | halfpipe mężczyzn   | 72,25        | 3,00         | 72,25        | 11.          | 21,75   | 6,75    | 3,00    | 21,75     | 12.     | [ 74 ] [ 75 ] |
| Rafael Kreienbühl | halfpipe mężczyzn   | 60,50        | 4,00         | 60,50        | 15.          | NQ      | NQ      | NQ      | NQ        | NQ      | [ 74 ] [ 75 ] |

Skicross
| Zawodnicy         | Konkurencja       | Rozstawienie | Rozstawienie | 1/8 finału | Ćwierćfinał | Półfinał | Finał   | Finał   | Źródło        |
| Zawodnicy         | Konkurencja       | Czas         | Miejsce      | Pozycja    | Pozycja     | Pozycja  | Pozycja | Miejsce | Źródło        |
| ----------------- | ----------------- | ------------ | ------------ | ---------- | ----------- | -------- | ------- | ------- | ------------- |
| Alex Fiva         | skicross mężczyzn | 1:11,94      | 1.           | 1.         | 1.          | 1.       | 2.      | srebro  | [ 76 ] [ 77 ] |
| Ryan Regez        | skicross mężczyzn | 1:12,44      | 7.           | 1.         | 1.          | 2.       | 1.      | złoto   | [ 76 ] [ 77 ] |
| Joos Berry        | skicross mężczyzn | 1:13,43      | 21.          | 2.         | 4.          | NQ       | NQ      | 16.     | [ 76 ] [ 77 ] |
| Romain Détraz     | skicross mężczyzn | 1:13,69      | 27.          | 3.         | NQ          | NQ       | NQ      | 24.     | [ 76 ] [ 77 ] |
| Fanny Smith       | skicross kobiet   | 1:17,06      | 2.           | 1.         | 1.          | 2.       | 3.      | brąz    | [ 78 ] [ 79 ] |
| Talina Gantenbein | skicross kobiet   | 1:18,31      | 9.           | 2.         | 3.          | NQ       | NQ      | 9.      | [ 78 ] [ 79 ] |
| Saskja Lack       | skicross kobiet   | 1:19,21      | 13.          | 3.         | NQ          | NQ       | NQ      | 18.     | [ 78 ] [ 79 ] |

### Saneczkarstwo
| Zawodnik     | Konkurencja | Ślizg 1 | Ślizg 1 | Ślizg 2 | Ślizg 2 | Ślizg 3 | Ślizg 3 | Ślizg 4 | Ślizg 4 | Łącznie  | Pozycja | Źródło |
| Zawodnik     | Konkurencja | Czas    | Pozycja | Czas    | Pozycja | Czas    | Pozycja | Czas    | Pozycja | Łącznie  | Pozycja | Źródło |
| ------------ | ----------- | ------- | ------- | ------- | ------- | ------- | ------- | ------- | ------- | -------- | ------- | ------ |
| Natalie Maag | Jedynki     | 59,018  | 11.     | 59,117  | 13.     | 58,913  | 14.     | 58,892  | 10.     | 3:55,940 | 9.      | [ 80 ] |

### Skeleton
| Zawodnik     | Konkurencja | Ślizg 1 | Ślizg 1 | Ślizg 2 | Ślizg 2 | Ślizg 3 | Ślizg 3 | Ślizg 4 | Ślizg 4 | Łącznie | Pozycja | Źródło |
| Zawodnik     | Konkurencja | Czas    | Pozycja | Czas    | Pozycja | Czas    | Pozycja | Czas    | Pozycja | Łącznie | Pozycja | Źródło |
| ------------ | ----------- | ------- | ------- | ------- | ------- | ------- | ------- | ------- | ------- | ------- | ------- | ------ |
| Basil Sieber | mężczyźni   | 1:01,95 | 21.     | 1:02,16 | 22.     | 1:02,72 | 25.     | NQ      | NQ      | 3:06,83 | 22.     | [ 81 ] |

### Skoki narciarskie
Mężczyźni
| Konkurencja                                                 | Skoczek           | Kwalifikacje | Kwalifikacje | Kwalifikacje | Skok 1                  | Skok 1               | Skok 2                  | Skok 2                  | Nota  | Pozycja | Źródło        |
| Konkurencja                                                 | Skoczek           | odległość    | Nota         | Miejsce      | odległość               | Nota                 | odległość               | Nota                    | Nota  | Pozycja | Źródło        |
| ----------------------------------------------------------- | ----------------- | ------------ | ------------ | ------------ | ----------------------- | -------------------- | ----------------------- | ----------------------- | ----- | ------- | ------------- |
| Gregor Deschwanden                                          | Skocznia normalna | 96,5         | 106,4        | 7.           | 99,5                    | 127,6                | 99,0                    | 123,2                   | 250,8 | 17.     | [ 82 ] [ 83 ] |
| Simon Ammann                                                | Skocznia normalna | 96,0         | 100,4        | 12.          | 101,0                   | 123,7                | 97,0                    | 115,8                   | 239,5 | 25.     | [ 82 ] [ 83 ] |
| Killian Peier                                               | Skocznia normalna | 93,0         | 92,8         | 20.          | 90,5                    | 114,6                | NQ                      | NQ                      | 114,6 | 37.     | [ 82 ] [ 83 ] |
| Dominik Peter                                               | Skocznia normalna | 91,5         | 88,9         | 25.          | 95,5                    | 116,0                | NQ                      | NQ                      | 116,0 | 35.     | [ 82 ] [ 83 ] |
| Simon Ammann                                                | Skocznia duża     | 121,5        | 109,9        | 24.          | 131,5                   | 122,4                | 132,5                   | 129,0                   | 251,4 | 25.     | [ 84 ] [ 85 ] |
| Gregor Deschwanden                                          | Skocznia duża     | 119,0        | 104,8        | 29.          | 132,0                   | 127,8                | 131,5                   | 126,4                   | 254,2 | 22.     | [ 84 ] [ 85 ] |
| Dominik Peter                                               | Skocznia duża     | 115,0        | 98,4         | 34.          | 126,0                   | 114,3                | NQ                      | NQ                      | 114,3 | 36.     | [ 84 ] [ 85 ] |
| Killian Peier                                               | Skocznia duża     | 113,5        | 94,8         | 39.          | 130,0                   | 123,5                | 129,0                   | 122,0                   | 245,5 | 27.     | [ 84 ] [ 85 ] |
| Dominik Peter Gregor Deschwanden Simon Ammann Killian Peier | Konkurs drużynowy | N/A          | N/A          | N/A          | 112,0 122,0 116,0 118,5 | 87,7 103,6 87,5 88,2 | 119,0 123,5 121,5 124,0 | 103,4 110,6 104,9 105,6 | 791,5 | 8.      | [ 86 ]        |

### Snowboarding
Big Air
| Zawodnik      | Konkurencja | Kwalifikacje | Kwalifikacje | Kwalifikacje | Kwalifikacje | Finał   | Finał      | Finał      | Finał      | Finał | Źródło |               |
| Zawodnik      | Konkurencja | Przejazd 1   | Przejazd 2   | Przejazd 3   | Wynik        | Miejsce | Przejazd 1 | Przejazd 2 | Przejazd 3 | wynik | Źródło | Pozycja       |
| ------------- | ----------- | ------------ | ------------ | ------------ | ------------ | ------- | ---------- | ---------- | ---------- | ----- | ------ | ------------- |
| Nicolas Huber | mężczyźni   | 64,25        | 75,00        | 24,75        | 139,25       | 14.     | NQ         | NQ         | NQ         | NQ    | 14.    | [ 87 ] [ 88 ] |
| Jonas Bösiger | mężczyźni   | 60,00        | 9,50         | 15,75        | 75,75        | 27.     | NQ         | NQ         | NQ         | NQ    | 27.    | [ 87 ] [ 88 ] |
| Bianca Gisler | kobiety     | 50,00        | 63,50        | 63,75        | 127,25       | 13.     | NQ         | NQ         | NQ         | NQ    | 13.    | [ 89 ] [ 90 ] |
| Ariane Burri  | kobiety     | 57,75        | 18,75        | 27,25        | 85,00        | 23.     | NQ         | NQ         | NQ         | NQ    | 23.    | [ 89 ] [ 90 ] |

| Zawodnik         | Konkurencja         | Kwalifikacje | Kwalifikacje | Kwalifikacje | Kwalifikacje | Finał   | Finał   | Finał   | Finał | Finał   | Źródło        |
| Zawodnik         | Konkurencja         | Zjazd 1      | Zjazd 2      | Wynik        | Miejsce      | Zjazd 1 | Zjazd 2 | Zjazd 3 | wynik | Pozycja | Źródło        |
| ---------------- | ------------------- | ------------ | ------------ | ------------ | ------------ | ------- | ------- | ------- | ----- | ------- | ------------- |
| Jan Scherrer     | halfpipe mężczyzn   | 73,50        | 79,25        | 79,25        | 8.           | 70,50   | 87,25   | 7,50    | 87,25 | brąz    | [ 91 ] [ 92 ] |
| Patrick Burgener | halfpipe mężczyzn   | 70,75        | 73,00        | 73,00        | 11.          | 54,50   | 5,75    | 69,50   | 69,50 | 11.     | [ 91 ] [ 92 ] |
| David Hablützel  | halfpipe mężczyzn   | 15,50        | 14,00        | 15,50        | 24.          | NQ      | NQ      | NQ      | NQ    | 24.     | [ 91 ] [ 92 ] |
| Berenice Wicki   | halfpipe kobiet     | 71,50        | 40,50        | 71,50        | 8.           | 76,25   | 74,75   | 11,25   | 76,25 | 7.      | [ 93 ] [ 94 ] |
| Nicolas Huber    | slopestyle mężczyzn | 50,46        | 54,58        | 54,58        | 20.          | NQ      | NQ      | NQ      | NQ    | 20.     | [ 95 ] [ 96 ] |
| Jonas Bösiger    | slopestyle mężczyzn | 40,11        | 17,58        | 40,11        | 25.          | NQ      | NQ      | NQ      | NQ    | 25.     | [ 95 ] [ 96 ] |
| Ariane Burri     | slopestyle kobiet   | 33,15        | 65,55        | 65,55        | 12.          | 21,40   | 24,01   | 18,86   | 24,01 | 12.     | [ 97 ] [ 98 ] |
| Bianca Gisler    | slopestyle kobiet   | 40,35        | 38,43        | 40,35        | 20.          | NQ      | NQ      | NQ      | NQ    | 20.     | [ 97 ] [ 98 ] |

| Konkurencja                 | Zawodnik               | Rozstawienie | Rozstawienie | 1/8 finału | Ćwierćfinał | Półfinał | Finał   | Finał   | Źródło                          |
| Konkurencja                 | Zawodnik               | Czas         | Miejsce      | Pozycja    | Pozycja     | Pozycja  | Pozycja | Miejsce | Źródło                          |
| --------------------------- | ---------------------- | ------------ | ------------ | ---------- | ----------- | -------- | ------- | ------- | ------------------------------- |
| Kalle Koblet                | cross (m)              | 1:18,94      | 22.          | 3.         | NQ          | NQ       | NQ      | 17.     | [ 99 ] [ 100 ] [ 101 ]          |
| Sophie Hediger              | cross (k)              | 1:25,14      | 15.          | 3.         | NQ          | NQ       | NQ      | 17.     | [ 102 ] [ 103 ] [ 104 ] [ 105 ] |
| Lara Casanova               | cross (k)              | 1:24,12      | 17.          | 3.         | NQ          | NQ       | NQ      | 17.     | [ 102 ] [ 103 ] [ 104 ] [ 105 ] |
| Sina Siegenthaler           | cross (k)              | 1:26,62      | 28.          | 2.         | 4.          | NQ       | NQ      | 13.     | [ 102 ] [ 103 ] [ 104 ] [ 105 ] |
| Kalle Koblet Sophie Hediger | cross drużyny mieszane | —            | —            | —          | 2.          | 4.       | 3.      | 7.      | [ 106 ]                         |

| Zawodnik        | Konkurencja           | Rozstawienie | Rozstawienie | 1/8 finału            | Ćwierćfinał     | Półfinał        | Finał           | Finał   | Źródło                  |
| Zawodnik        | Konkurencja           | Czas         | Miejsce      | Przeciwnik Czas       | Przeciwnik Czas | Przeciwnik Czas | Przeciwnik Czas | Miejsce | Źródło                  |
| --------------- | --------------------- | ------------ | ------------ | --------------------- | --------------- | --------------- | --------------- | ------- | ----------------------- |
| Dario Caviezel  | slalom równoległy (m) | 1:22,35      | 14.          | Prommegger P (+0,16)  | NQ              | NQ              | NQ              | 14.     | [ 107 ] [ 108 ] [ 109 ] |
| Nevin Galmarini | slalom równoległy (m) | 1:23,44      | 21.          | NQ                    | NQ              | NQ              | NQ              | 21.     | [ 107 ] [ 108 ] [ 109 ] |
| Gian Casanova   | slalom równoległy (m) | 1:25,13      | 28.          | NQ                    | NQ              | NQ              | NQ              | 28.     | [ 107 ] [ 108 ] [ 109 ] |
| Julie Zogg      | slalom równoległy (k) | 1:28,40      | 11.          | Langenhorst P (+0,08) | NQ              | NQ              | NQ              | 13.     | [ 110 ] [ 111 ] [ 112 ] |
| Patrizia Kummer | slalom równoległy (k) | 1:28,48      | 12.          | Dujmovits P (+0,20)   | NQ              | NQ              | NQ              | 14.     | [ 110 ] [ 111 ] [ 112 ] |
| Ladina Jenny    | slalom równoległy (k) | 1:28,98      | 17.          | NQ                    | NQ              | NQ              | NQ              | 17.     | [ 110 ] [ 111 ] [ 112 ] |
| Jessica Keiser  | slalom równoległy (k) | 1:47,15      | 28.          | NQ                    | NQ              | NQ              | NQ              | 28.     | [ 110 ] [ 111 ] [ 112 ] |